# Pulau Raman (Muara Siau)
Pulau Raman is een bestuurslaag in het regentschap Merangin van de provincie Jambi, Indonesië. Pulau Raman telt 887 inwoners (volkstelling 2010).